# Mike Sparken
Michel Poberejsky, connu en sport automobile sous le pseudonyme de Mike Sparken, est un pilote automobile français né le 16 juin 1930 à Neuilly-sur-Seine (Hauts-de-Seine), et mort le 21 septembre 2012 à Beaulieu-sur-Mer. Il a disputé une course de Formule 1, le Grand Prix automobile de Grande-Bretagne 1955.

## Biographie
Mike Sparken est un amateur de course de voitures et surtout des Ferrari. Il participe à des événements mineurs en France, et gagne une course de voiture de tourisme à Montlhéry sur une Aston Martin DB2. Il termine aussi deuxième de la Coupe de Printemps 1953 sur une DB3, et en décembre il remporte avec celle-ci les 12 heures de Casablanca, associé à Roy Salvadori dans la catégorie 3,5 litres, terminant quatrième toutes catégories confondues. En 1954 il est quatrième aux 2 Heures de Dakar, ainsi qu'à la Coupe d'Automne de Montlhéry.
Avec l'équipe officielle Maserati, il s'inscrit aux 24 heures du Mans 1954 mais il n'y prend pas le départ. En 1955, il est aussi présent avec Masten Gregory sur place, mais il renonce dès le début de l'épreuve à cause d'une rupture de piston. Il se rattrape en gagnant le Grand Prix Sport à Agadir -où il avait terminé 5e la saison précédente- sur Ferrari 750 Monza, et à Oulton Park. 
Cette même année 1955, Sparken signe son unique engagement en Formule 1 à l'occasion du Grand Prix de Grande-Bretagne, au volant d'une Gordini T16. En qualification, il réalise le vingt-troisième temps à douze secondes de la pole position de Stirling Moss. Il termine septième, à neuf tours de Moss, en profitant de nombreux abandons. En avril, il est deuxième du Goodwood Easter en Sport. Deux mois plus tard, à la suite de l'accident des vingt quatre heures du Mans 1955, il met un terme à sa carrière de pilote et il s'installe alors à Saint-Jean-Cap-Ferrat.

## Résultats complets en championnat du monde de Formule 1
| Saison | Écurie         | Châssis     | Moteur     | Pneus     | GP disputé      | Qualification | Course | Points inscrits | Classement |
| ------ | -------------- | ----------- | ---------- | --------- | --------------- | ------------- | ------ | --------------- | ---------- |
| 1955   | Équipe Gordini | Gordini T16 | Gordini L6 | Englebert | Grande-Bretagne | 23e           | 7e     | 0               | Nc         |